# دوري المقاطعات الشمالي الغربي 1997–98
دوري المقاطعات الشمالي الغربي 1997–98 هو موسم من دوري المقاطعات الشمالي الغربي. فاز فيه Kidsgrove Athletic F.C. ‏.